# Maybrit Nielsen
Maybrit Nielsen, née le 30 novembre 1968, est une ancienne handballeuse internationale danoise qui évoluait au poste de pivot.
Avec l'équipe du Danemark, elle remporte le titre de championne du monde en 1997.

## Palmarès
championnats du monde
- troisième du championnat du monde 1995
- vainqueur du championnat du monde 1997